# Тико (город, Камерун)
Тико (фр. Tiko) — город и порт на юго-западе Камеруна. Административный центр одноимённой коммуны. Входит в состав департамента Фако Юго-западного региона. Промышленный, спортивный, культурный и туристический центр. Население — 78 885 человек (2012 год).

## География
Город находится в юго-западной части страны в 50 километрах к западу от Дуалы. Ближайшие крупные города:
- Буэа (17 км)
- Муюка[англ.] (24 км)
- Лимбе (21 км)
- Бонабери[англ.] (32 км)
- Дибомбари[англ.] (34 км)

## Климат
Тико находится в области экваториального климата Западной Африки. Средняя температура составляет 21 °C. Самый теплый месяц — декабрь при средней температуре 22 °C, а самый холодный — август при средней температуре 18 °C. Среднее количество осадков составляет 2338 миллиметров в год. Самый влажный месяц — сентябрь (366 мм осадков), а самый сухой — январь (23 мм осадков).

## Состав коммуны
Тико является центром одноимённой коммуны, население которой в 2005 году составило 117 884 человек. Кроме города, в состав коммуны входят следующие населённые пункты:

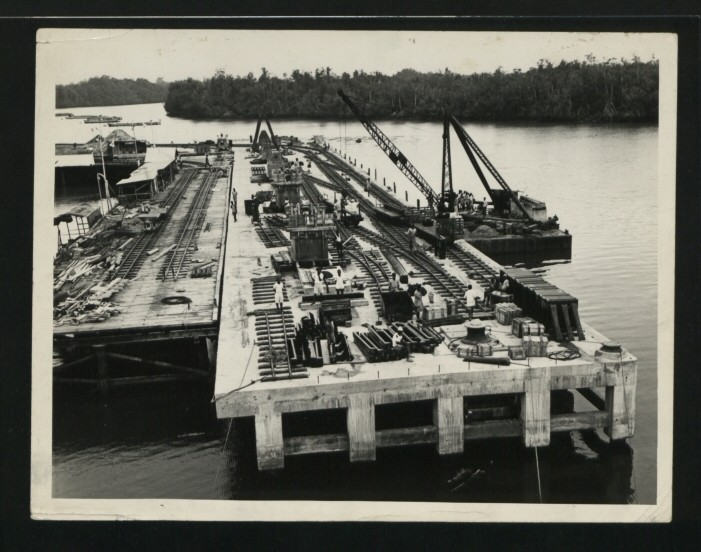
Порт Тико, 1959 год

- Конгве[фр.]
- Порт Тико, 1959 годКомбо
- Ликомба[фр.]
- Мисака[фр.]
- Мисселеле[фр.]
- Моко[фр.]
- Мондони[фр.]
- Монго
- Мудека[фр.]
- Омбе
- Янде

## Население
По данным переписи 2005 года, население города составляло 60 796 человек, в 2012 году — 78 885 человек.

## Известные люди
- Схорцанитис, Софоклис
- Меньоли, Исаак
- Дипоко, Мбелла[англ.]